# Margaret Garner
Margaret Garner, född okänt år, död 1858, var en amerikansk slav, känd för sitt rymningsförsök 1856, under vilken hon dödade sitt eget barn hellre än att återbörda det till ett liv i slaveri.  

## Biografi
Margaret Garner uppges ha blivit sexuellt utnyttjad och illa behandlad som slav i Kentucky. Hon och hennes familj hade flytt från slaveriet i Kentucky till Cincinnati. I januari 1856 arresterades de för att återbördas till sina förra ägare i enlighet med Fugitive Slave Act of 1850. Under arresten dödade hon sin tvååriga dotter Mary med en kniv och försökte döda även sina övriga barn innan hon hindrades, i det hus där hennes sällskap hade tagit sin tillflykt medan de förföljdes av polisen.
Margaret Garners advokat John Jolliffe försökte använda hennes fall för att utmana Fugitive Slave Act genom att ställa henne inför rätta i Ohio (där guvernören skulle benåda henne) snarare än en slavstat. Hon tvingades återvända till sin ägare i Kentucky med sin make och överlevande barn. Hon åtalades för mord, men hennes ägare undvek att utlämna henne till rättegång. 
Margaret Garner såldes och avled i tyfoid i Mississippi.

## Eftermäle
Garner var föremål för Frances Harpers dikt "Slave Mother: A Tale of Ohio" (1859). Hon stod även som inspiration för Thomas Satterwhites målning The Modern Medea 1867.
Margaret Garner var förebild för berättelsen i romanen Beloved (1987) av Toni Morrison, som även filmatiserats som Beloved med Oprah Winfrey (1998).